# Carlos Bracamontes
Carlos Bracamontes (* 14. Januar 1959 in Colima) ist ein mexikanischer Fußballtrainer und ehemaliger Fußballspieler, der im Mittelfeld agierte.

## Leben

### Spieler
Bracamontes absolvierte seinen ersten Einsatz in der mexikanischen Primera División am 21. September 1980 für die Coyotes Neza bei der 0:2-Auswärtsniederlage gegen die Atletas Campesinos. Auch in den beiden nächsten Spielen der Coyotes gegen Unión de Curtidores (0:0) und den Puebla FC (2:0) wirkte er mit, kam aber anschließend für den Rest der Saison 1980/81 zu keinen weiteren Einsätzen. 
Gleich bei seinem ersten Einsatz in der darauffolgenden Saison erzielte er sein erstes Erstligator. Bei der 1:2-Niederlage beim Deportivo Toluca FC am 27. September 1981 gelang ihm der Führungstreffer in der achten Spielminute. 
Sein letztes Erstligaspiel bestritt Bracamontes 19. Februar 1992 in Diensten der Tecos de la UAG auswärts bei den Cobras Ciudad Juárez.

### Trainer
Nach seiner aktiven Laufbahn war Bracamontes zeitweise als Cheftrainer der Erstligavereine León FC und Dorados de Sinaloa tätig. Ferner trainierte er diverse Zweitligisten und gewann mit zwei von ihnen die Zweitligameisterschaft und die Berechtigung zum Aufstieg in die erste Liga: am Saisonende 1998/99 mit Unión de Curtidores und zwei Jahre später mit dem CF La Piedad.

## Erfolge als Trainer
- Mexikanischer Zweitligameister: 1999, 2001